# Zeddy Saileti
Zeddy Saileti (Luanshya, Zambia, 16 de enero de 1969) es un exfutbolista y entrenador de fútbol de Zambia que jugaba en la posición de delantero centro.

## Carrera

### Club
| Periodo   | Club             |
| --------- | ---------------- |
| 1987      | Roan United      |
| 1988-1994 | Nkana Red Devils |
| 1994-2009 | RoPS Rovaniemi   |

### Selección nacional
Jugó para Zambia en 23 ocasiones de 1994 a 1999 y anotó tres goles, participó en dos ediciones de la Copa Africana de Naciones.

### Entrenador
| Periodo   | Club           |
| --------- | -------------- |
| 2009      | RoPS Rovaniemi |
| 2009-2011 | RoPS Academy   |
| 2017-2018 | Nkana FC       |

## Escándalo
Saileti estivo conectado con un caso de arreglo de partidos en la Veikkausliiga entre 2008 y 2011. De acuerdo con Finnish Long Play, Saileti era el contacto principal entre el convicto Wilson Raj Perumal con los jugadores involucrados en el arreglo de partidos. Saileti nunca apareció en la corte ya que no habían alegaciones en su contra.

## Logros
- Primera División de Zambia (5): 1988, 1989, 1990, 1992, 1993
- Copa de Zambia (4): 1989, 1991, 1992, 1993
- Zambian Charity Shield (5): 1989, 1990, 1991, 1993, 1994
- Copa Desafío de Zambia (2): 1992, 1993